# Вайтінг (Вермонт)
Вайтінг (англ. Whiting) — місто (англ. town) в США, в окрузі Еддісон штату Вермонт. Населення — 405 осіб (2020).

## Демографія
Згідно з переписом 2010 року, у місті мешкало 419 осіб у 167 домогосподарствах у складі 111 родини. Було 180 помешкань
Расовий склад населення:
| - 96,2 % — білих - 0,7 % — чорних або афроамериканців - 0,2 % — корінних американців - 0,2 % — азіатів - 1,0 % — осіб інших рас |

До двох чи більше рас належало 1,7 %. Частка іспаномовних становила 1,9 % від усіх жителів.
За віковим діапазоном населення розподілялося таким чином: 22,7 % — особи молодші 18 років, 65,1 % — особи у віці 18—64 років, 12,2 % — особи у віці 65 років та старші. Медіана віку мешканця становила 41,5 року. На 100 осіб жіночої статі у місті припадало 95,8 чоловіків;  на 100 жінок у віці від 18 років та старших — 97,6 чоловіків також старших 18 років.
Середній дохід на одне домашнє господарство  становив 64 328 доларів США (медіана — 51 250), а середній дохід на одну сім'ю — 69 071 долар (медіана — 59 792). Медіана доходів становила 41 250 доларів для чоловіків та 39 167 доларів для жінок. За межею бідності перебувало 21,7 % осіб, у тому числі 44,9 % дітей у віці до 18 років та 0,0 % осіб у віці 65 років та старших.
Цивільне працевлаштоване населення становило 200 осіб. Основні галузі зайнятості: освіта, охорона здоров'я та соціальна допомога — 28,0 %, сільське господарство, лісництво, риболовля — 11,5 %, роздрібна торгівля — 11,0 %, будівництво — 11,0 %.